# Poa alta
Poa alta är en gräsart som beskrevs av Albert Spear Hitchcock. Poa alta ingår i släktet gröen, och familjen gräs. Inga underarter finns listade i Catalogue of Life.